# Scriblerus Club

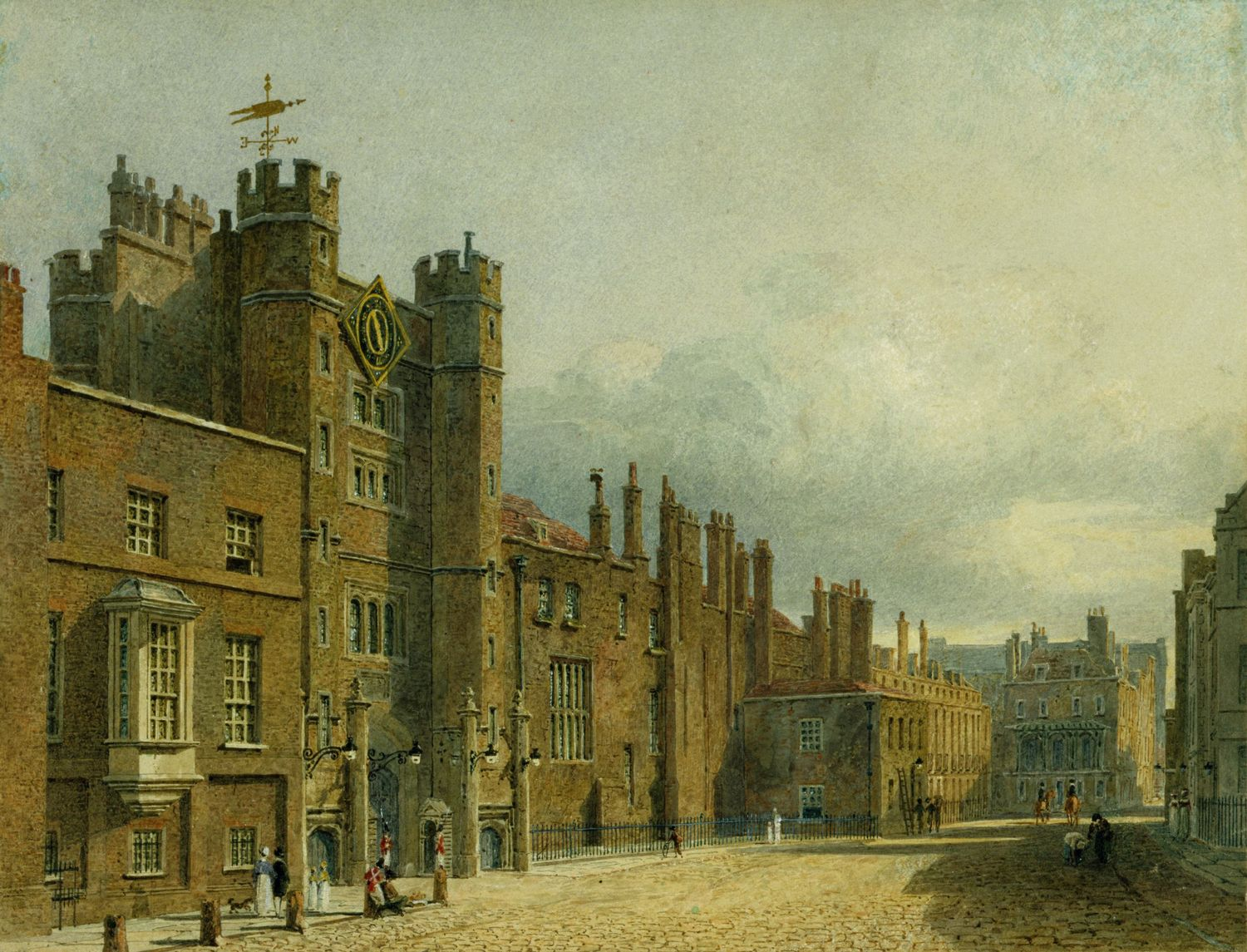
St James's Palace, där Scriblerus Club samlades.

The Scriblerus Club var en informell sammanslutning av författare, baserad i London, som existerade i början av 1700-talet. Kärnan i klubben inkluderade satirikerna Jonathan Swift och Alexander Pope. Andra medlemmar var John Gay, John Arbuthnot, Henry St. John och Thomas Parnell. Klubben grundades 1714 och fanns kvar så länge grundarna levde, och upplöstes slutligen 1745. Pope och Swift är de två medlemmar vars rykte och arbete har haft det mest långvariga inflytandet.